# Alvino Volpi Neto
Alvino Volpi Neto (* 1. August 1992 in Florianópolis), auch einfach nur Neto Volpi genannt, ist ein brasilianischer Fußballspieler.

## Karriere
Volpi Neto erlernte das Fußballspielen in der Jugendmannschaft vom Figueirense FC. Hier unterschrieb er 2011 auch seinen ersten Vertrag. Der Verein aus Florianópolis spielte in der zweiten Liga, der Série B. 2014 gewann er mit dem Verein die Staatsmeisterschaft von Santa Catarina. 2015 wurde er an den EC Santo André nach Santo André ausgeliehen. Von Januar 2016 bis Juli 2017 stand er beim EC Internacional (SC) unter Vertrag. Im Juli 2017 unterschrieb er einen Vertrag beim CA Tubarão in Tubarão. Sein ehemaliger Verein Figueirense FC lieh ihn von Januar 2018 bis April 2018 aus. Mit Figueirense gewann er wieder die Staatsmeisterschaft.
Im Juli 2018 zog es ihn nach Kolumbien. Hier verpflichtete ihn der América de Cali. Der Verein aus Cali spielte in der ersten Liga, der Categoría Primera A. Das erste Halbjahr 2019 wurde er an den Ligakonkurrenten Deportivo Pasto nach Pasto ausgeliehen. Im Januar 2020 wechselte er nach Asien. Hier unterschrieb der Torwart in Japan einen Vertrag bei Shimizu S-Pulse. Mit dem Verein aus Shimizu spielte er in der ersten Liga, der J1 League. Für S-Pulse stand er 2020 einmal in der ersten Liga im Tor.
Am 1. März 2021 kehrte er nach Brasilien zurück. Hier nahm ihn der Concórdia AC aus Concórdia unter Vertrag. Nach Beendigung der Staatsmeisterschaft im April, war Neto zunächst ohne neuen Kontrakt. Im Juli des Jahres wechselte er dann nach Uruguay, wo er bei Peñarol Montevideo unterzeichnete. Der Kontrakt erhielt eine Laufzeit bis Jahresende. Bei Peñarol kam Neto über die Rolle eines Reservespielers nicht hinaus. So stand er 2021 in 22 Spielen der Primera División und sechs der Copa Sudamericana 2021 im Kader, kam aber nur zu vier Ligaeinsätzen. Im Januar 2022 erhielt Volpi eine Vertragsverlängerung um ein Jahr. Auch in dem Jahr änderte sich seine Situation in dem Klub nicht. Neto stand wettbewerbsübergreifend 30 Mal im Kader und stand fünf Mal auf dem Platz.
Nachdem Neto zum Jahresanfang 2023 ohne neuen Verein dastand, erhielt im April ein Angebot aus Kolumbien von Deportes Tolima. Der Klub benötigte einen weiteren Torhüter, nachdem sich William Cuesta eine Meniskusverletzung erlitten hatte. Der Spieler nahm dieses an, obwohl es nur bis Juni befristet war. Sein Debüt für Tolima gab Neto am 20. April in der Copa Sudamericana 2023 im Heimspiel gegen CA Tigre, als er Christian Vargas ersetzte. Noch im selben Monat erhielt er eine Vertragsverlängerung bis Jahresende und lief fortan als Stammtorhüter auf. Neto bestritt die Saisonvorbereitung 2024 bereits mit Schmerzen und im Juni des Jahres wurde dann bekannt, dass er für den Rest des Jahres verletzungsbedingt ausfallen würde. Er musste aufgrund eines Teilrisses des hinteren Kreuzbandes am linken Knie operiert werden.

## Erfolge
Figueirense FC
- Staatsmeisterschaft von Santa Catarina: 2014, 2018